# Рейнгольд Гінтермаєр
Рейнгольд Гінтермаєр (нім. Reinhold Hintermaier, нар. 14 лютого 1956, Альтгайм) — австрійський футболіст, нападник.
Насамперед відомий виступами за клуби «ВОЕСТ Лінц» та «Нюрнберг», а також національну збірну Австрії.
Чемпіон Австрії. 

## Клубна кар'єра
У дорослому футболі дебютував 1973 року виступами за команду клубу «ВОЕСТ Лінц», в якій провів шість сезонів, виборовши титул чемпіона Австрії.
Своєю грою за цю команду привернув увагу представників тренерського штабу німецького клубу «Нюрнберг», до складу якого приєднався 1979 року. Відіграв за нюрнберзький клуб наступні п'ять сезонів своєї ігрової кар'єри. Більшість часу, проведеного у складі «Нюрнберга», був основним гравцем атакувальної ланки команди.
Згодом з 1984 по 1993 рік грав у складі команд інших німецьких клубів, «Айнтрахт» (Брауншвейг) та «Саарбрюкен».
Завершив професійну ігрову кар'єру у клубі «Нюрнберг», у складі якого вже виступав раніше. Прийшов до команди 1994 року, захищав її кольори до припинення виступів на професійному рівні у 1995.

## Виступи за збірну
1978 року дебютував в офіційних матчах у складі національної збірної Австрії. Протягом кар'єри у національній команді, яка тривала 5 років, провів у формі головної команди країни 15 матчів, забивши 1 гол.
У складі збірної був учасником чемпіонату світу 1982 року в Іспанії.

## Титули і досягнення
- Чемпіон Австрії (1):

«ВОЕСТ Лінц»:  1973–74